# Avortement en Serbie

Méthode d'avortement

 (mars 2023).
La mise en forme du texte ne suit pas les recommandations de Wikipédia : il faut le « wikifier ».
Les points d'amélioration suivants sont les cas les plus fréquents. Le détail des points à revoir est peut-être précisé sur la page de discussion.
- Les titres sont pré-formatés par le logiciel. Ils ne sont ni en capitales, ni en gras.
- Le texte ne doit pas être écrit en capitales (les noms de famille non plus), ni en gras, ni en italique, ni en « petit »…
- Le gras n'est utilisé que pour surligner le titre de l'article dans l'introduction, une seule fois.
- L'italique est rarement utilisé : mots en langue étrangère, titres d'œuvres, noms de bateaux, etc.
- Les citations ne sont pas en italique mais en corps de texte normal. Elles sont entourées par des guillemets français : « et ».
- Les listes à puces sont à éviter, des paragraphes rédigés étant largement préférés. Les tableaux sont à réserver à la présentation de données structurées (résultats, etc.).
- Les appels de note de bas de page (petits chiffres en exposant, introduits par l'outil «  Source ») sont à placer entre la fin de phrase et le point final[comme ça].
- Les liens internes (vers d'autres articles de Wikipédia) sont à choisir avec parcimonie. Créez des liens vers des articles approfondissant le sujet. Les termes génériques sans rapport avec le sujet sont à éviter, ainsi que les répétitions de liens vers un même terme.
- Les liens externes sont à placer uniquement dans une section « Liens externes », à la fin de l'article. Ces liens sont à choisir avec parcimonie suivant les règles définies. Si un lien sert de source à l'article, son insertion dans le texte est à faire par les notes de bas de page.
- La présentation des références doit suivre les conventions bibliographiques. Il est recommandé d'utiliser les modèles {{Ouvrage}}, {{Chapitre}}, {{Article}}, {{Lien web}} et/ou {{Bibliographie}}. Le mode d'édition visuel peut mettre en forme automatiquement les références.
- Insérer une infobox (cadre d'informations à droite) n'est pas obligatoire pour parachever la mise en page.

Pour une aide détaillée, merci de consulter Aide:Wikification.
Si vous pensez que ces points ont été résolus, vous pouvez retirer ce bandeau et améliorer la mise en forme d'un autre article.
L'avortement en Serbie est légalisé depuis le 7 octobre 1977. En Serbie, les femmes peuvent effectuer leur avortement dans des établissements médicaux publics prévus par les procédures de la loi. Ce droit peut être exercé sur la base d'une déclaration écrite d'une femme enceinte de plus de 16 ans, d'une personne de moins de 16 ans, ou d'une personne en précarité financière, qu'après avoir obtenu le consentement écrit des parents ou du tuteur (ou en cas d'empêchement par l'autorité de tutelle compétente). Indépendamment du droit légal, l'interruption de grossesse ne peut être pratiquée pour les femmes enceintes lorsqu'il est établi que cela nuirait gravement à leur santé ou mettrait leur vie en danger.
Le droit à l'avortement appartient aujourd'hui aux droits et à la liberté reproductifs ainsi qu'aux droits de l'homme prévus par l'État.

## Histoire

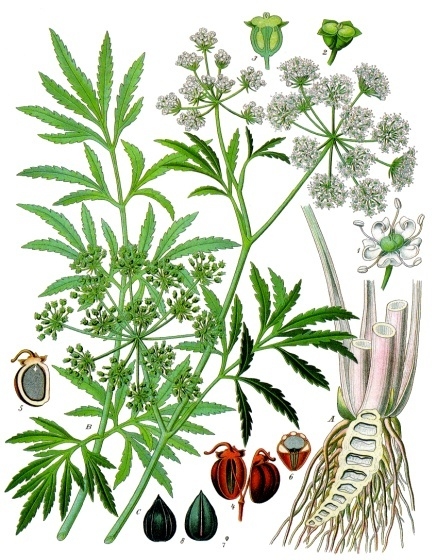
Cicuta virosa, qui contient de la cytotoxine

L'histoire de l'avortement en Serbie est ancienne. Le traitement s'effectue par décoction herbeuse, comme avec la Cicuta virosa qui a une forte cytotoxicité et un effet abortif pour les femmes enceintes. Cependant, la plante est l'une des plus toxiques d'Europe, et les erreurs de dosages la rendent mortelle. L'infusion a un effet nocif sur les organes avant de parvenir à tuer le fœtus.
D'autres méthodes d'avortement sont employées comme les sangsues, les piments forts dans le vagin, ou des méthodes de curetage à l'aide d'un os, un fuseau, une plume de dinde ou une aiguille à tricoter.
Selon les données conservées en 1851, il existe un procès-verbal concernant un avortement criminel dans lequel la famille a participé.
À partir du milieu du XIXe siècle, les avortements en Serbie se pratiquent dans des établissements médicaux.
Depuis 1929, la première loi serbe sur l'avortement est d'application. Elle l'autorise exclusivement pour des raisons médicales.
Après la Seconde Guerre mondiale, l'avortement est légalisé dès 1952 pour deux raisons. En premier lieu, il s'agit d'une tentative des dirigeants communistes de supprimer l'avortement illégal et réduire la mortalité qui en découle. Deuxièmement, parce que cette loi intègre le programme d'émancipation des femmes dans lequel les droits reproductifs ont une place importante.
Conformément au principe de la parentalité libre, la loi sur l'avortement est progressivement libéralisée entre les années 1950 et 1970, et à la fin de cette période, elle est complètement libéralisée et devient disponible à la demande des femmes formellement pendant les dix premières semaines, et en pratique pendant les douze premières semaines de grossesse.
La Yougoslavie, à laquelle la Serbie appartient alors, est l'un des trois seuls pays à avoir introduit le droit reproductif dans sa constitution. Fin 1970, la montée du mouvement féministe renforce le caractère essentiel de ce droit dans la société.
La Serbie est toujours dominée par un modèle dans lequel les couples mariés s'appuient le plus souvent sur des méthodes comportementales de contrôle des naissances. Cela conduit souvent à des grossesses non planifiées et/ou non désirées qui se terminent par un avortement, de sorte que le nombre d'avortements en Serbie est encore élevé.

## Épidémiologie de l'avortement en Serbie
Dans une enquête de 1993 auprès de personnel de la santé à Belgrade, 41% des répondants attestent avoir expérimenté un avortement (directement ou indirectement).
Environ 6000 avortements ont lieu chaque année sur des filles de 16 à 18 ans. Une fille sur 20, de moins de 18 ans, a déjà avorté. 500 femmes avortent chaque jour en Serbie, soit 150 000 à 200 000 femmes par an. Ce taux élevé d'avortement attire l'attention du public et des professionnels de Serbie depuis le début du 21e siècle.

## Délais
L'interruption de grossesse peut se faire :
Jusqu'à la dixième semaine de grossesse — sur la base du consentement d'un médecin spécialisé en obstétrique et gynécologie dans un établissement de santé ;
De la dixième semaine de grossesse à la vingtième semaine de grossesse - sur avis du conseil des médecins de l'établissement de santé correspondant ;
Après la vingtième semaine de grossesse - exceptionnellement, après avis du comité d'éthique de l'établissement de santé,. Après 10 semaines de grossesse, un avortement peut être pratiqué lorsqu'on peut s'attendre à ce que l'enfant naisse avec de graves déficiences physiques ou mentales, lorsque la vie de la femme est à risque, lorsque la conception est la conséquence d'une infraction pénale.

## Voir plus
- Avortement
- Grossesse
- Grossesse et accouchement dans la pandémie de covid 19

## Sources
1. ↑  Закон о поступку прекида трудноће у здравственој установи „Службени гласник РС”, бр. 16 од 12. маја 1995, 101 од 21. новембра 2005
2. ↑  Jelena Stojšić, Pravna regulativa abortusa u Republici Srbiji (Usklađenost sa evropskim standardima i praksom) Zbornik radova Pravnog fakulteta u Novom Sadu, 1/20 erreur modèle {{Lien archive}} : renseignez un paramètre « |titre= » ou « |description= » 618.39: 342.7(497.11) str. 243-266, Pristupljeno: 26. 1. 2020
3. ↑  Jelena Stojšić, Pravna regulativa abortusa u Republici Srbiji (Usklađenost sa evropskim standardima i praksom) Zbornik radova Pravnog fakulteta u Novom Sadu, 1/20 erreur modèle {{Lien archive}} : renseignez un paramètre « |titre= » ou « |description= » 618.39: 342.7(497.11) p.244 Pristupljeno: 26. 1. 2020
4. 1 2 3 4 5  (sr) « Istorija abortusa u Srbiji: od travki do igala za pletenje », www.vice.com (consulté le 18 mai 2022)
5. ↑  Pavicevic, Aleksandra. 2007. Bracni i porodicni zivot - drustvena politika i procesi transformacije, u: Ristovic, Milan (ur.) Privatni zivot u Srba u dvadesetom veku. Beograd: Clio, str. 59-74.
6. ↑  Lalovic, M. 1980. "Birth Control by Means of Abortion", u: D. Breznik (ur.) Fertility and Family Planning in Yugoslavia. Beograd: Institute of Social Sciences, Demographic Research Center, pp. 209-223.
7. ↑  Besemeres, John F. 1980. Socialist Population Politics: The Political Implications of Demographic Trends in the USSR and Eastern Europe. New York: Armonk,
8. ↑  Stevanovic Jasmina. 2012. Reproduktivna prava u Srbiji, u: Adrijana Zaharijevic (ur.) Neko je rekao Feminizam, Beograd: Heinrich Böll Stiftung, Regionalna kancelarija za Jugoistocnu Evropu.
9. 1 2  Поповић, « Петсто абортуса дневно », Политика онлајн, од 17. 4.2008 (consulté le 27 janvier 2020)
10. ↑  Jasne Ristic (1994). Agents de santé et planification familiale, étude
11. ↑  Pravilnik o broju, sastavu i načinu rada Etičkog odbora u zdravstvenoj ustanovi (SG RS 30/95)
12. ↑  Zakon o zdravstvenoj zaštiti (SG RS 107/2005 ž
13. ↑  (en-US) Butković, « Pravo na abortus – zakonske regulative u Srbiji i svetu | Centar za marginu » (consulté le 14 janvier 2021)